# Valona
La valona o balona es una forma musical y literaria popular cultivada en el estado mexicano de Michoacán. Se caracteriza principalmente por: un ácido sentido del humor, sobre todo referido al erotismo (llega a ser explícitamente sexual) y preocupaciones sociales; sus letras se componen en estrofas de diez versos octosílabos; musicalmente, todas las valonas se cantan (de hecho, casi se recitan) con una misma tonada, y llevan un estribillo musical variable.
Como género narrativo popular, la valona está emparentada literaria y musicalmente con el corrido mexicano, y por su estilística, es afín a otros géneros mexicanos compuestos en estrofas de diez versos («décimas» o «espinelas»), como algunos huapangos y el son arribeño, así como otros géneros hispanoamericanos como el run-run chileno y las rapsodias de los «payadores» argentinos.
En el estado de Michoacán, y especialmente en la depresión del río Tepalcatepec, ha florecido un estilo musical denominado valona, el cual ampara un género lírico-declamatorio que engloba la recitación y el canto. La parte lírica está constituida por versos en forma de décima.
El término valona aparece en México a finales del sigl XVIII. Su origen se puede rastrear en dos corrientes históricas que al final confluyen al mismo lugar.
Una de ellas estima que la tradición africana de los griot (que procede del Norte de África y del sur del Sahara) pudo haberse mantenido entre diversos grupos de esclavos negros.
Se define al griot como el contador de historias, genealogista y diestro instrumentalista en el arpa-laúd , el balafón y los tambores.
La otra corriente se sitúa en el tiempo en que llegaron a México los regimientos borbónicos de Flandes, de la Valonia (sur de Bélgica, norte de Francia) en el último tercio del siglo XVIII, que trajeron esa forma recitativa musical de aspecto andaluz. Aquí se encuentra la huella del zéjel moro, que se encuentra también en otros estilos musicales como las malagueñas y canciones.